# 카를스플라츠역

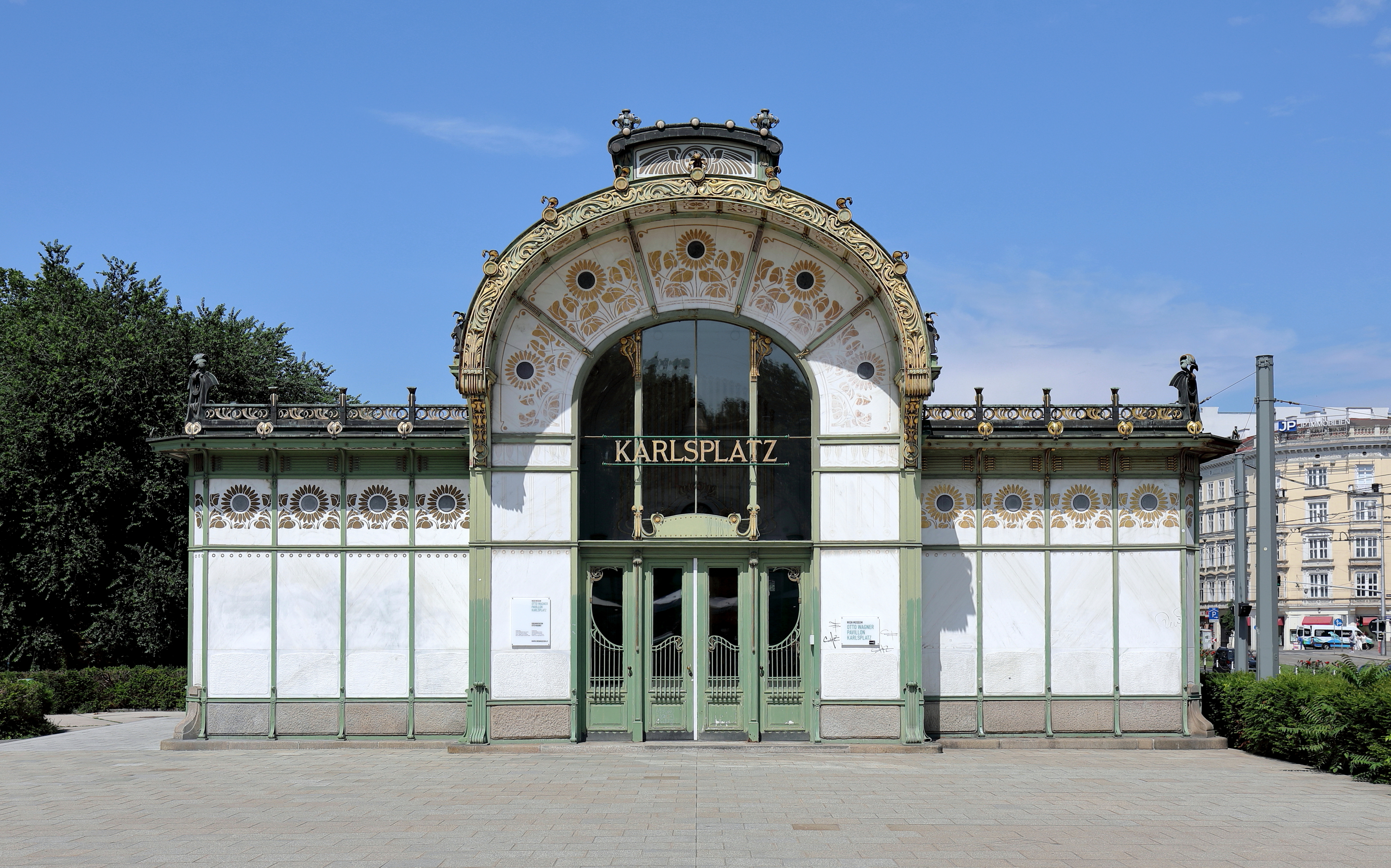
카를스플라츠 역

카를스플라츠역(독일어: Karlsplatz)은 오스트리아 빈의 카를 광장에 위치한 철도역이다. 빈 지하철 1호선(U1), 2호선(U2), 4호선(U4)이 정차한다.
현재의 빈 지하철 4호선의 전신인 슈타트반(Stadtbahn)에 사용된 옛 카를스플라츠 역은 아르 누보 건축 양식을 띤 건축물 가운데 하나이다. 이 건축물은 당시 오스트리아 빈에서 유행하던 빈 분리파를 대표하는 건축가인 오토 바그너, 요제프 마리아 올브리히가 설계를 맡았다.
옛 카를스플라츠 역은 1899년에 개업했지만 1981년 슈타트반이 빈 지하철로 전환되면서 철거될 예정이었다. 그렇지만 옛 역사를 유지하자는 의견이 높아지면서 옛 역사는 남게 되었다. 현재는 여러 차례의 개축을 거쳐 빈 박물관의 전시 공간, 카페로 활용되고 있다.